# سدمنت الجبل
سدمنت الجبل (عربی: سدمنت الجبل) یکی از روستای تابع مرکز اهناسیا در استان بنی‌سویف در جمهوری عربی مصر می‌باشد، براساس سرشماری و آمارگیری ۲۰۰۶ تعداد ساکنان این روستا ۱۳۱۱۹ نفر جمعیت دارد، از این تعداد ۶۵۲۳ مرد و ۶۵۹۶ زن می‌باشند.
سدمنت الجبل در مصرشناسی به چندین گورستانی که نزدیک این روستا قرار دارد شناخته می‌شود. گورستان هدف چندین عملیات باستان‌شناسی قرار گرفت. مهمترین آن تحت نظر فلندرز پتری و گای برانتون بود. آنها چند صد مقبره از ۳۰۰۰ سال قبل از میلاد تا پادشاهی نوین مصر پیدا کردند. به خصوص در دوره نخست میانی، مقبره‌های فراوانی یافت شد.